# 韩英铎
韩英铎（1938年5月1日—），中国电气工程专家。1962年、1966年分别于清华大学电机系本科和研究生毕业，1986年获西德埃尔朗根-纽伦堡大学工程科学博士学位。1995年当选为中国工程院院士。